# The Great Deceiver
Albums de King Crimson
Three of a Perfect Pair
(1984) VROOOM
(1994)
The Great Deceiver est un coffret 4 CD du groupe King Crimson sorti en 1992. Il couvre plusieurs concerts donnés par le groupe en 1973-1974. Son titre provient de la chanson du même nom parue sur l'album Starless and Bible Black (1974).

## Titres

### Disque 1: Things Are Not as They Seem...
Enregistré au Palace Theatre de Providence le 30 juin 1974.
1. Walk On ... No Pussyfooting (Eno, Fripp) – 0:52
2. Larks' Tongues in Aspic (Part Two) (Fripp) – 6:12
3. Lament (Fripp, Wetton, Palmer-James) – 4:04
4. Exiles (Cross, Fripp, Palmer-James) – 7:00
5. A Voyage to the Centre of the Cosmos (Cross, Fripp, Wetton, Bruford) – 14:41
6. Easy Money (Fripp, Wetton, Palmer-James) – 7:14
7. Providence (Cross, Fripp, Wetton, Bruford) – 9:47
8. Fracture (Fripp) – 10:47
9. Starless (Cross, Fripp, Wetton, Bruford, Palmer-James) – 11:56

### Disque 2: Sleight of Hand (or Now You Don't See It Again) and...
Enregistré au Palace Theatre de Providence le 30 juin 1974 (1-2), à l'Apollo de Glasgow le 23 octobre 1973 (3-11) et à l'Université d'État de Pennsylvanie le 29 juin 1974 (12-13).
1. 21st Century Schizoid Man (Fripp, McDonald, Lake, Giles, Sinfield) – 7:32
2. Walk off from Providence ... No Pussyfooting (Eno, Fripp) – 1:15
3. Sharks' Lungs in Lemsip (Cross, Fripp, Wetton, Bruford) – 2:38
4. Larks' Tongues in Aspic (Part One) (Cross, Fripp, Wetton, Bruford, Muir) – 7:25
5. Book of Saturday (Fripp, Wetton, Palmer-James) – 2:49
6. Easy Money (Fripp, Wetton, Palmer-James) – 6:43
7. We'll Let You Know (Cross, Fripp, Wetton, Bruford) – 4:54
8. The Night Watch (Fripp, Wetton, Palmer-James) – 4:54
9. Tight Scrummy (Cross, Fripp, Wetton, Bruford) – 8:27
10. Peace: A Theme (Fripp) – 1:01
11. Cat Food (Fripp, Sinfield, McDonald) – 4:14
12. Easy Money (Fripp, Wetton, Palmer-James) – 2:19
13. ...It Is for You, but Not for Us (Cross, Fripp, Wetton, Bruford) – 7:25

### Disque 3: ...Acts of Deception (the Magic Circus, or Weasels Stole Our Fruit)
Enregistré au Stanley Warner Theatre de Pittsburgh le 29 avril 1974 (1-11) et à l'Université d'État de Pennsylvanie le 29 juin 1974 (12-13).
1. No Pussyfooting (Eno, Fripp) – 1:15
2. The Great Deceiver (Fripp, Wetton, Palmer-James) – 3:32
3. Bartley Butsford (Cross, Fripp, Wetton, Bruford) – 3:13
4. Exiles (Cross, Fripp, Palmer-James) – 6:23
5. Daniel Dust (Cross, Fripp, Wetton, Bruford) – 4:40
6. The Night Watch (Fripp, Wetton, Palmer-James) – 4:18
7. Doctor Diamond (Cross, Wetton, Fripp, Bruford, Palmer-James) – 4:52
8. Starless (Cross, Fripp, Wetton, Bruford, Palmer-James) – 11:36
9. Wilton Carpet (Cross, Fripp, Wetton, Bruford) – 5:52
10. The Talking Drum (Cross, Fripp, Wetton, Bruford, Muir) – 5:29
11. Larks' Tongues in Aspic (Part Two) (abrégée) (Fripp) – 2:22
12. Applause and Announcement – 2:19
13. Is There Life Out There? (Cross, Fripp, Wetton, Bruford) – 11:50

### Disque 4: ...But Neither are They Otherwise
Enregistré au Massey Hall de Toronto le 24 juin 1974 (1-4) et au Volkshaus de Zurich le 15 novembre 1973 (5-12).
1. The Golden Walnut (Cross, Fripp, Wetton, Bruford) – 11:14
2. The Night Watch (Fripp, Wetton, Palmer-James) – 4:22
3. Fracture (Fripp) – 10:48
4. Clueless and Slightly Slack (Cross, Fripp, Wetton, Bruford) – 8:36
5. Walk On ... No Pussyfooting (Eno, Fripp) – 1:00
6. Some Pussyfooting (Cross, Fripp, Wetton, Bruford) – 2:23
7. Larks' Tongues in Aspic (Part One) (Cross, Fripp, Wetton, Bruford, Muir) – 7:41
8. The Law of Maximum Distress (Part One) (Bruford, Cross, Fripp, Wetton) – 6:31
9. The Law of Maximum Distress (Part Two) (Bruford, Cross, Fripp, Wetton) – 2:17
10. Easy Money (Fripp, Wetton, Palmer-James) – 6:57
11. Some More Pussyfooting (Cross, Fripp, Wetton, Bruford) – 5:50
12. The Talking Drum (Cross, Fripp, Wetton, Bruford, Muir) – 6:05

## Musiciens
- Robert Fripp : guitare, mellotron, piano électrique
- John Wetton : basse, chant
- David Cross : violon, mellotron, piano électrique
- Bill Bruford : batterie, percussions